# Massacre a Corea
Massacre a Corea és un quadre de Pablo Picasso pintat el 1951 que condemna la massacre de civils coreans per part de soldats estatunidencs durant la Guerra de Corea. Actualment s'exhibeix al Museu Picasso de París.
Picasso s'inspirà en els quadre El dos de maig i El tres de maig de Francisco de Goya, on es representen les tropes franceses afusellant civils espanyols en el context de la Guerra del Francès.